# Оксфорд Юніверсіті (футбольний клуб)
«Оксфорд Юніверсіті АФК» (англ. Oxford University Association Football Club) — англійська футбольна команда, яка представляє Оксфордський університет.

## Історія
Футбольна команда Оксфордського університету була заснована 9 листопада 1871 року. Період найвищого успіху припав  на 1870-ті роки, коли клуб виграв Кубок Англії в 1874 році, а також тричі виходив у фінал Кубка Англії (у 1873, 1877 і 1880 роках).
До 1921 року команда виступала на регбійному полі «Іффлі Роуд», який вона ділила з регбійним клубом, після чого переїхала на  футбольний стадіон «Іффлі Роуд», що знаходився неподалік.
Відомий в 1950-і роки клуб «Пегасус» був заснований студентськими командами Оксфорда і Кембриджа.
В даний час футбольний клуб «Оксфорд Юніверсіті» виступає у спортивних лігах британських університетів і коледжів (англ. British University and College Sports, BUCS), а також у щорічному університетському матчі проти «Кембридж Універсіті».

## Гравці збірної Англії
Двадцять два гравці «Оксфорд Юніверсіті» виступали за національну збірну Англії, включаючи трьох, що зіграли в першому матчі збірних в історії 30 листопада 1872 року: Фредерік Чаппелл, Арнольд Керк-Сміт і Катберт Оттавей.

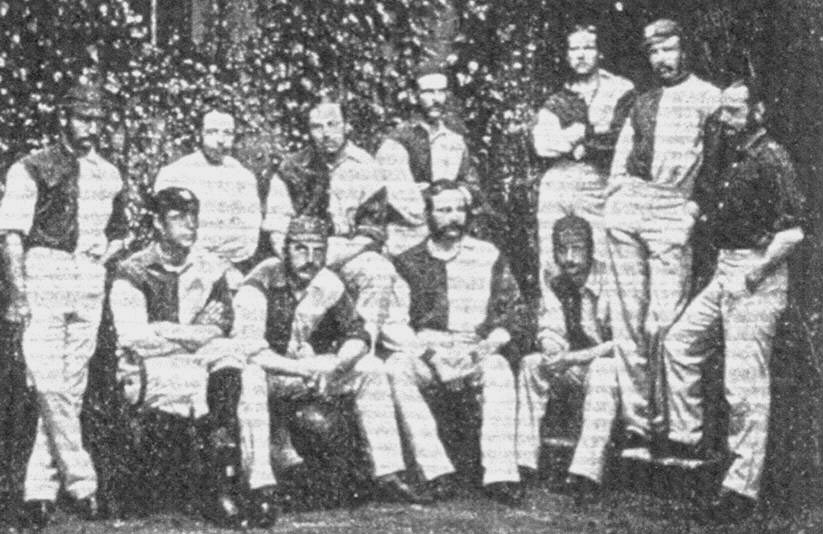
«Оксфорд Юніверсіті» — володар Кубка Англії 1874 року

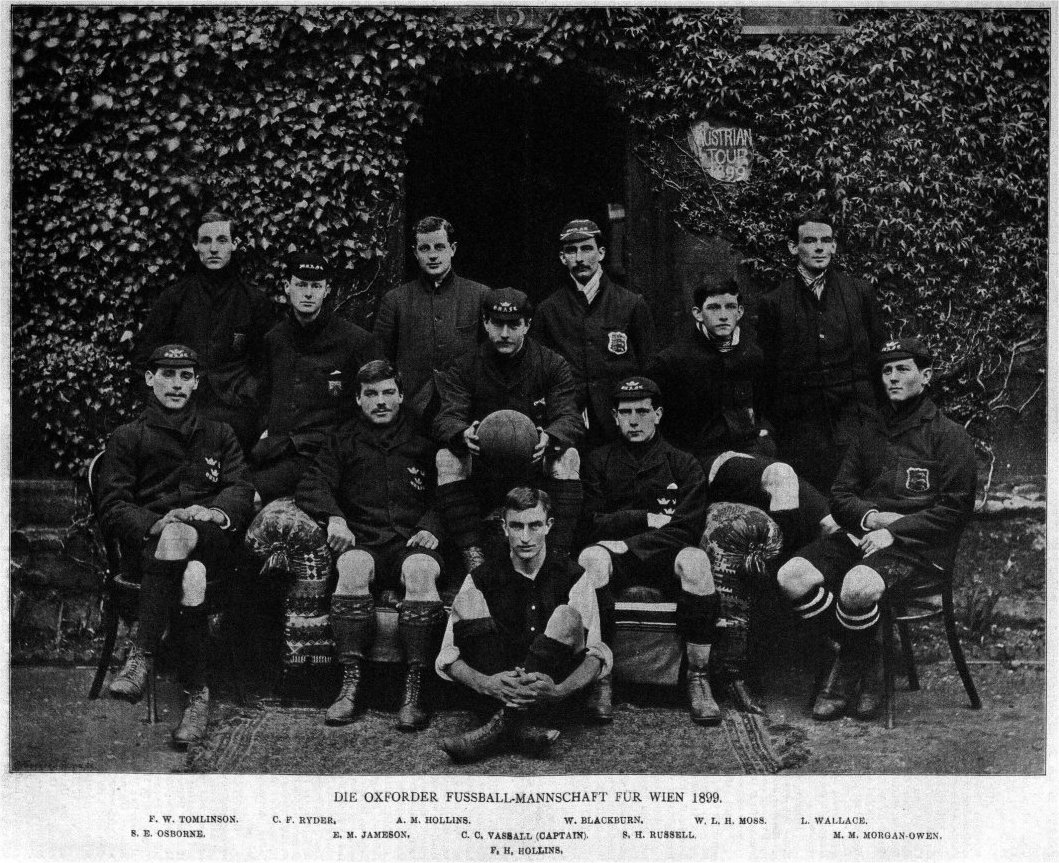
«Оксфорд Юніверсіті» перед поїздкою в Австрію в 1899 році

Повний список гравців клубу, які виступали за збірну Англії (в дужках вказано кількість матчів, зіграних за збірну, будучи гравцем «Оксфорд Універсіті»):
- Джон Бейн (1 матч)
- Артур Беррі (1 матч)
- Френсіс Берлі (1 матч)
- Вільям Бромлі-Девенпорт (2 матчі)
- Фредерік Чаппелл (1 матч)
- Едмунд Каррі (2 матчі)
- Тіп Фостер (1 матч)
- Генрі Геммонд (1 матч)
- Елфінстон Джексон (1 матч)
- Арнольд Керк-Сміт (1 матч)
- Роберт Стюарт Кінг (1 матч)
- Вільям Оуклі (4 матчі)
- Катберт Оттавей (2 матчі)
- Персівал Парр (1 матч)
- Джордж Рейкс (4 матчі)
- Вільям Росон (2 матчі)
- Гілберт Озвалд Сміт (7 матчів)
- Волпол Вайдал (1 матч)
- Персі Волтерс (2 матчі)
- Леонард Вілкінсон (2 матчі)
- Клод Вілсон (1 матч)
- Чарльз Рефорд-Браун (1 матч)

## Гравці збірної Уельсу
Наступні футболісти виступали за національну збірну Уельсу, будучи гравцями «Оксфорд Юніверсіті»:
- Сідні Дарвелл (2 матчі)
- Вільям Еванс (2 матчі)
- Александер Джонс (1 матч)
- Г'ю Морган-Оуен (2 матчі)
- Морган Морган-Оуен (5 матчів)